# Wilhelm Adolf
Wilhelm Adolf war ein deutscher Rennrodler der 1920er Jahre.
Er gewann 1921 die deutsche Meisterschaft im Einsitzer in Schreiberhau. Auf der gleichen Bahn siegte er 1928 zusammen mit Herbert Elger im Doppelsitzer bei der Europameisterschaft.
| Personendaten    | Personendaten                        |
| ---------------- | ------------------------------------ |
| NAME             | Adolf, Wilhelm                       |
| KURZBESCHREIBUNG | deutscher Rennrodler                 |
| GEBURTSDATUM     | 19. Jahrhundert oder 20. Jahrhundert |
| STERBEDATUM      | 20. Jahrhundert                      |